# Stazione di Palo Laziale
Stazione di Palo Laziale vasútállomás Olaszországban, Ladispoli településen.

## Vasútvonalak
Az állomást az alábbi vasútvonalak érintik:
- Pisa–Róma-vasútvonal
- Palo-Ladispoli-vasútvonal

## Kapcsolódó állomások
A vasútállomáshoz az alábbi állomások vannak a legközelebb:
- Stazione di Torre in Pietra-Palidoro
- Stazione di Ladispoli-Cerveteri
- Stazione di Ladispoli (1888)